# 갈바리노

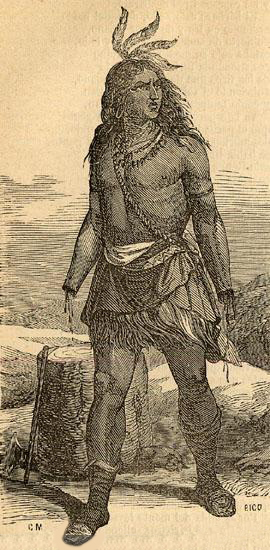
갈바리노

갈바리노(Galvarino, 1557년 11월 30일경 사망)는 아라우코 전쟁 초기 대부분 동안 활약한 유명한 마푸체족 전사였다. 그는 가르시아 우르타도 데 멘도사 총독과의 라구니야스 전투에서 다른 마푸체족 150명과 함께 싸우다 포로로 잡혔다. 반란에 대한 처벌로 이 포로들 중 일부는 오른손과 코를 절단당했으며, 갈바리노와 같은 다른 사람들은 양손이 모두 잘려나갔다. 갈바리노와 나머지 포로들은 다른 마푸체족에게 교훈과 경고가 되도록 풀려났다. 멘도사는 갈바리노를 보내 그들의 땅에 다시 들어온 사람들의 수와 질을 총사령관 카우폴리칸에게 알리고, 싸우지 않고 항복하게 만들 여러 방법 중 하나로 그에게 두려움을 심어주려 했다.
마푸체족에게 돌아온 그는 카우폴리칸과 전쟁 회의 앞에 나타나 자신의 절단된 몸을 보여주며, 라우타로가 이전에 했던 것처럼 스페인 침략자에 맞서 마푸체족의 더 큰 봉기를 요구했다. 그의 용기와 용맹함으로 그는 회의에서 한 비행대를 지휘하도록 임명되었다. 양손이 잘려나간 손목에 칼을 고정하고, 그는 다음 전역에서 카우폴리칸 옆에서 싸웠고, 미야라푸에 전투에서 그의 비행대는 멘도사 총독의 비행대와 싸워 2인자를 쓰러뜨릴 수 있었다.
그는 하사관으로 지휘하며 병사들을 이렇게 독려했다: "에야, 나의 형제들이여, 모두 아주 잘 싸우시오, 나처럼 손 없는 사람을 원치 않을 것이오, 그러면 일할 수도 먹을 수도 없을 것이오, 당신들이 그들에게 주지 않는다면!" 그리고 그는 그 팔을 높이 들어 보이며 더 큰 정신으로 싸우게 만들고 그들에게 말했다: "당신들이 싸울 사람들은 그들을 잘라냈고, 또한 잡히는 누구에게든 그렇게 할 것이오, 아무도 도망치지 말고 죽으시오, 당신의 조국을 지키다 죽는 것이오." 그는 부대보다 앞서 나아가 큰 소리로 자신이 먼저 죽을 것이며, 손이 없어도 이빨로 할 수 있는 일을 하겠다고 말했다.
헤로니모 데 비바르, 연대기, 133장.
"나의 형제들이여, 이 기독교인들이 우리 왕국에 들어온 날부터 오늘까지 행하고 있는 명백한 피해를 보면서 어찌 공격을 멈추었는가? 그리고 그들은 여전히 당신들이 그들에게 행한 것을 보고 그들이 하고 있는 것을 할 것인가? 그리고 여전히 당신들은 나에게 행한 것을 보았듯이 당신들의 손을 자를 것인가, 만약 당신들이 우리와 우리의 자녀들과 아내들에게 이토록 해로운 사람들에게 최대한의 파괴를 가하는 데 부지런하지 않다면?"
페드로 마리뇨 데 로베라, 칠레 왕국 연대기, 2권 4장

그러나 멘도사의 지휘는 한 시간 이상의 전투 끝에 갈바리노의 사단을 격파하고 전투에서 승리하여 마푸체족 3천 명을 죽이고 그를 포함한 8백 명 이상을 포로로 잡았다. 멘도사는 그를 개들에게 던져 처형하라고 명령했다.
알론소 데 에르시야가 쓴 책 아라우카나에서 그는 갈바리노의 실제 죽음이 교수형이었다고 설명한다.